# Чемпионат Украины по гандболу среди женщин
Чемпионат Украины по гандболу среди женских команд разыгрывается с 1992 года.
Чемпионат проводится в трёх дивизионах — Суперлиге, высшей лиге и первой лиге. Между лигами по итогам каждого сезона производится обмен командами — худшие выбывают в низший по рангу дивизион, их места занимают лучшие команды низших лиг. Лучшие команды Суперлиги получают право играть в еврокубковых турнирах, проводимых под эгидой Европейской федерации гандбола (ЕГФ).

## Призёры чемпионатов Украины

### Суперлига
(до сезона-1999/00 — высшая лига, до сезона-2003/04 — высшая лига «А»)
| Сезон   | Чемпион             | 2-е место                      | 3-е место                               |
| ------- | ------------------- | ------------------------------ | --------------------------------------- |
| 1992    | «Спартак» Киев      | «Мотор» Запорожье              | «Автомобилист» Бровары                  |
| 1992/93 | «Мотор» Запорожье   | «Автомобилист» Бровары         | «Спартак» Киев                          |
| 1993/94 | «Мотор» Запорожье   | «Спартак» Киев                 | «Автомобилист» Бровары                  |
| 1994/95 | «Мотор» Запорожье   | «Спартак» Киев                 | «Автомобилист» Бровары                  |
| 1995/96 | «Спартак» Киев      | «Мотор» Запорожье              | «Автомобилист» Бровары                  |
| 1996/97 | «Мотор» Запорожье   | «Автомобилист» Бровары         | «Карпаты» Ужгород                       |
| 1997/98 | «Мотор» Запорожье   | «Спартак» Киев                 | «Галичанка» Львов                       |
| 1998/99 | «Мотор» Запорожье   | «Спартак» Киев                 | «Автомобилист» Бровары                  |
| 1999/00 | «Спартак» Киев      | «Мотор» Запорожье              | «Галичанка» Львов                       |
| 2000/01 | «Мотор» Запорожье   | «Спартак» Киев                 | «Транспортник» Бровары                  |
| 2001/02 | «Мотор» Запорожье   | «Спартак» Киев                 | «Галичанка» Львов                       |
| 2002/03 | «Мотор» Запорожье   | «Спартак» Киев                 | «Галичанка» Львов                       |
| 2003/04 | «Мотор» Запорожье   | «Спартак» Киев                 | «Галичанка» Львов                       |
| 2004/05 | «Мотор» Запорожье   | «Галичанка» Львов              | «Спартак» Киев                          |
| 2005/06 | «Мотор» Запорожье   | «Спартак» Киев                 | «Галичанка» Львов                       |
| 2006/07 | «Мотор» Запорожье   | «Галичанка» Львов              | «Налоговая академия» Ирпень             |
| 2007/08 | «Мотор» Запорожье   | «Галичанка» Львов              | «Карпаты» Ужгород                       |
| 2008/09 | «СМАРТ» Кривой Рог  | «Мотор» Запорожье              | «Галычанка» Львов                       |
| 2009/10 | «СМАРТ» Кривой Рог  | «Запорожье-ЗГИА» Запорожье     | «Налоговая академия» Ирпень             |
| 2010/11 | «Спарта» Кривой Рог | «Карпаты» Ужгород              | «Налоговый университет» Ирпень          |
| 2011/12 | «Карпаты» Ужгород   | «Налоговый университет» Ирпень | «Спартак» Киев                          |
| 2012/13 | «Карпаты» Ужгород   | «Галичанка» Львов              | «Днепрянка» Херсон                      |
| 2013/14 | «Карпаты» Ужгород   | «Галичанка» Львов              | «Днепрянка» Херсон                      |
| 2014/15 | «Галичанка» Львов   | «Карпаты» Ужгород              | «Днепрянка» Херсон                      |
| 2015/16 | «Галичанка» Львов   | «Карпаты» Ужгород              | «Днепрянка» Херсон                      |
| 2016/17 | «Галичанка» Львов   | «Карпаты» Ужгород              | «Днепрянка» Херсон                      |
| 2017/18 | «Галичанка» Львов   | «Карпаты» Ужгород              | «Днепрянка» Херсон                      |
| 2018/19 | «Галичанка» Львов   | «Карпаты» Ужгород              | «Днепрянка» Херсон                      |
| 2019/20 | «Галичанка» Львов   | «Реал» Николаев                | «Карпаты» Ужгород                       |
| 2020/21 | «Галичанка» Львов   | «Карпаты» Ужгород              | «Реал» Николаев                         |
| 2021/22 | «Галичанка» Львов   | «Днепрянка» Херсон             | «Реал» Николаев                         |
| 2022/23 | «Галичанка» Львов   | «Карпаты» Ужгород              | "Львовская политехника-ЛФКС",Львов      |
| 2023/24 | «Галичанка» Львов   | «Карпаты» Ужгород              | «КОСФК-НУБІП-ДЮСШ 21», Киевская область |
| 2024/25 | «Галичанка» Львов   | «Карпаты» Ужгород              | «КОСФК-НУБІП-ДЮСШ 21», Киевская область |